# Лиезере
Ли́езере (латыш. Liezēre) — населённый пункт в Мадонском крае Латвии. Административный центр Лиезерской волости. Находится на берегу озера Лиезерес. Расстояние до города Мадона составляет около 25 км.
По данным на 2017 год, в населённом пункте проживал 221 человек. Есть волостная администрация, дом культуры, библиотека, скорая помощь, почтовое отделение, лютеранская церковь, несколько магазинов и компаний.

## История
В советское время населённый пункт был центром Лиезерского сельсовета Мадонского района. В селе располагалась центральная усадьба колхоза «Виениба».